# Schlacht bei Lauffeldt
Europäischer Kriegsschauplatz:

Mollwitz* – Chotusitz* – Simbach – Dettingen – Toulon – Pfaffenhofen – Tournai – Fontenoy – Hohenfriedberg** – Soor** – Hennersdorf** – Kesselsdorf** – Brüssel – Piacenza – Namur – Roucourt – Kap Finisterre 1 – Lauffeldt – Assietta –  Bergen op Zoom – Kap Finisterre 2 – Maastricht
(*) Erster Schlesischer Krieg – (**) Zweiter Schlesischer Krieg
Indischer Kriegsschauplatz:

Erster Karnatischer Krieg
Amerikanischer Kriegsschauplatz:

War of Jenkins’ Ear – King George’s War
Die Schlacht bei Lauffeldt (teilweise auch als Schlacht bei Val oder (aufgrund variierender Schreibweisen des Ortsnamens) Schlacht bei Laffeldt bezeichnet) vom 2. Juli 1747 zwischen Österreichern, Holländern, Briten und Hannoveranern einerseits und den Franzosen andererseits fand während des Österreichischen Erbfolgekriegs westlich von Maastricht statt und endete mit einem Sieg der Franzosen. Lauffeldt („Lafelt“) gehört heute zur Teilgemeinde Vlijtingen der Gemeinde Riemst in Belgien.

## Siehe auch

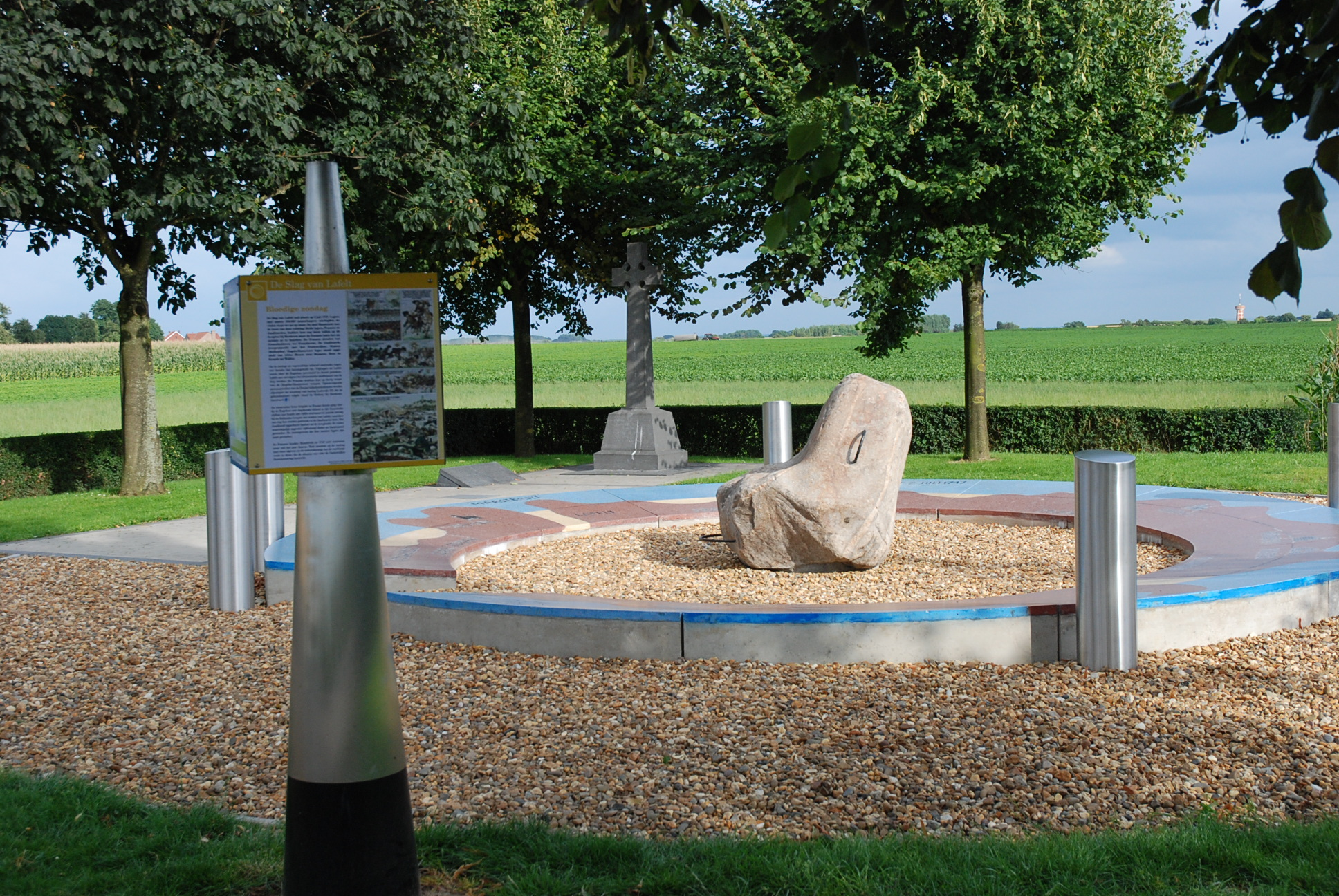
Erinnerungsstätte in Lafelt

## Verlauf
Der Herzog von Cumberland, der Oberbefehlshaber der pragmatischen Armee der Verbündeten, plante im Juni 1747 mit 60.000 Mann einen Angriff auf ein von der französischen Hauptarmee unter Marschall Moritz von Sachsen detachiertes Korps des Grafen von Clermont. Mit einem Gewaltmarsch eilte der Marschall seinem bedrohten General zu Hilfe und positionierte sich auf dem Gelände, das Cumberland selbst hatte einnehmen wollen. Den Verbündeten standen nun 80.000 Franzosen gegenüber.
Nach einem Vorhutgefecht zwischen französischer und britischer Kavallerie unter Sir John Ligonier traf die alliierte Infanterie auf dem Schlachtfeld ein. Ihre Position wurde von einer Kette von Dörfern bestimmt, um deren Nutzen es zu einem heftigen Streit zwischen Ligonier und Cumberland kam. Während ersterer forderte, dass die Ortschaften von der Infanterie befestigt und gehalten würden, befahl Cumberland, dass sich die Soldaten hinter den Orten in offenem Gelände formieren sollten. Deshalb marschierten die Regimenter zuerst in die Orte ein, dann wieder hinaus. Die Dörfer Lauffeldt und Vlytingen lagen im Zentrum der Verbündeten. Die Franzosen griffen zunächst auf dem linken Flügel an, eroberten zwei Dörfer und griffen dann Lauffeldt, Vlytingen und Val an, wo sie zurückgeschlagen wurden. Cumberland forderte daraufhin Verstärkungen von den Österreichern auf dem rechten Flügel an, die sich jedoch nicht in Bewegung setzten. Die Franzosen erneuerten ihre Angriffe und drängten die britische Infanterie langsam aus den Dörfern hinaus. Das Dorf Val wechselte hierbei angeblich fünfmal den Besitzer. Bei den dortigen Kämpfen zeichnete sich der spätere General James Wolfe besonders aus. Ein Gegenangriff drängte die Franzosen zurück, doch nachdem sie ihrerseits Verstärkungen erhalten hatten, gelang es ihnen, die Briten endgültig zurückzudrücken. Ein entscheidender Moment war angeblich die Flucht holländischer Einheiten, die auch die britischen Linien in Verwirrung brachten. Cumberland soll die Nerven verloren haben und befahl überstürzt den Rückzug. Moritz von Sachsen zog nun seine Truppen zu einem massierten Angriff zusammen. In diesem Augenblick griff Ligonier die Franzosen mit drei britischen Kavallerieregimentern an. Die Angreifer erlitten schwere Verluste, und Ligonier geriet in Gefangenschaft, doch der dadurch erreichte Aufschub ermöglichte es Cumberlands Armee, sich geordnet und unter Mitnahme der meisten Geschütze, 700 Gefangener und mehrerer erbeuteter Fahnen zurückzuziehen. Für beide Seiten war die Schlacht sehr verlustreich; die Franzosen sollen nicht weniger als 10.000 Mann verloren haben, darunter: Generalleutnant Emmanuel-François-Joseph de Bavière, Maréchal de camp d’Autichamp, MdC Froulay de Tesse, Brigadier Dillon und Brigadier Erlach. Die Verbündeten verloren etwa 4.000. Ein britischer Offizier meinte angesichts der schweren französischen Verluste, er wünsche dem Feind jeden Tag einen solchen Sieg. Es wurden die Führungsqualitäten Cumberlands kritisiert, der die Bedeutung der Dörfer als Rückgrat seiner Stellung nicht erkannte und sich in seinem Urteil angeblich von seiner Eifersucht auf Ligonier beeinträchtigen ließ, den er um seinen Mut und seine Kaltblütigkeit auf dem Schlachtfeld beneidet haben soll. Schließlich brachte er mit seinem überstürzten Rückzugsbefehl die ganze Armee in Gefahr.

## Folgen
Die Schlacht bei Lauffeldt erlaubte es den Franzosen, weitere Städte zu erobern. Dieses Gefecht war die letzte große Schlacht des Österreichischen Erbfolgekriegs, da dieser im folgenden Jahr durch den Zweiten Aachener Frieden beendet wurde. Die Franzosen gaben dort ihre Eroberungen in Flandern im Austausch für Louisbourg (Kanada) wieder zurück, und Marschall Moritz von Sachsen zog sich ins Privatleben zurück.